# Сажино (Омская область)
Са́жино — село в Тюкалинском районе Омской области. Административный центр Сажинского сельского поселения.

## История
В 1928 году деревня Сажина состояла из 157 хозяйств, основное население — русские. В административном отношении являлась центром Сажинского сельсовета Тюкалинского района Омского округа Сибирского края.

## Население
| 1926 | 2010 |
| ---- | ---- |
| 815  | ↘678 |

## Улицы
| - ул. Восточная 1-я, - ул. Восточная 2-я, - ул. Зелёная, - ул. Интернациональная, | - ул. Кирпичная, - ул. Новая, - ул. Омская, - ул. Северная 1-я, | - ул. Северная 2-я, - ул. Тамбовка, - ул. Центральная, - ул. Юбилейная. |